# Rhynchodontodes plusioides
Rhynchodontodes plusioides là một loài bướm đêm trong họ Erebidae.